# Acanthurus japonicus
Acanthurus japonicus е вид бодлоперка от семейство Acanthuridae. Видът не е застрашен от изчезване.

## Разпространение и местообитание
Разпространен е в Индонезия, Малайзия, Палау, Провинции в КНР, Острови Спратли, Тайван, Филипини и Япония.
Обитава морета и рифове.

## Описание
На дължина достигат до 21 cm.